# Jean-François-Claude Perrin de Cypierre
Pour les articles homonymes, voir Perrin.
Jean-François-Claude Perrin, marquis de Cypierre, baron de Chevilly, seigneur de Volesvre, Masoncle et Chevagny, né le 12 mai 1727 à Dijon et mort le 18 juillet 1790 à Mont-Dore, est un magistrat et administrateur français.

## Biographie
Né de Joseph-Louis Perrin, seigneur de Cypierre, conseiller au parlement de Bourgogne, et de Madeleine Villin, Jean-François-Claude Perrin de Cypierre est reçu avocat au parlement de Paris. Connaissant une rapide ascension, il passe conseiller au Grand Conseil et grand rapporteur en la Chancellerie en 1747, maître des requêtes ordinaire de l'hôtel du Roi en 1749 et président du Grand Conseil en 1757, conseiller aux conseils du roi.
En 1760, il est nommé intendant de la généralité d'Orléans. Y restant jusqu'en 1787, il s'intéresse aux voies de communication et de transports, qu'il développe. Promoteur de l'aménagement du quai de la Loire, lors de l'inauguration du pont royal, il fait élargir le quai entre les numéros un de la rue Royale et deux de la rue Notre-Dame-de-Recouvrance, en aval du pont, rive droite, quai qui porte depuis son nom. Le port d'Orléans va alors se subdiviser en deux : le port de la Poterne, en amont du pont, et le port de Recouvrance, en aval. Il fait démolir les anciennes murailles.
Il encourage l'agriculture et l'industrie textile, fondant la Société royale d'agriculture de la généralité d'Orléans et favorisant le développement des manufactures de toile.
Perrin de Cypierre achète la seigneurie de Chevilly en 1763, crée baronnie en 1764, qu'il fait mettre au goût du jour par l'architecte Barré.  Il acquiert également le château d'Auvilliers, de la marquise de Pompadour, et se fait construire un hôtel particulier par Barré au no 26 de la rue du Faubourg-Poissonnière (aujourd'hui détruit).
Il est nommé conseiller d'État en 1787.

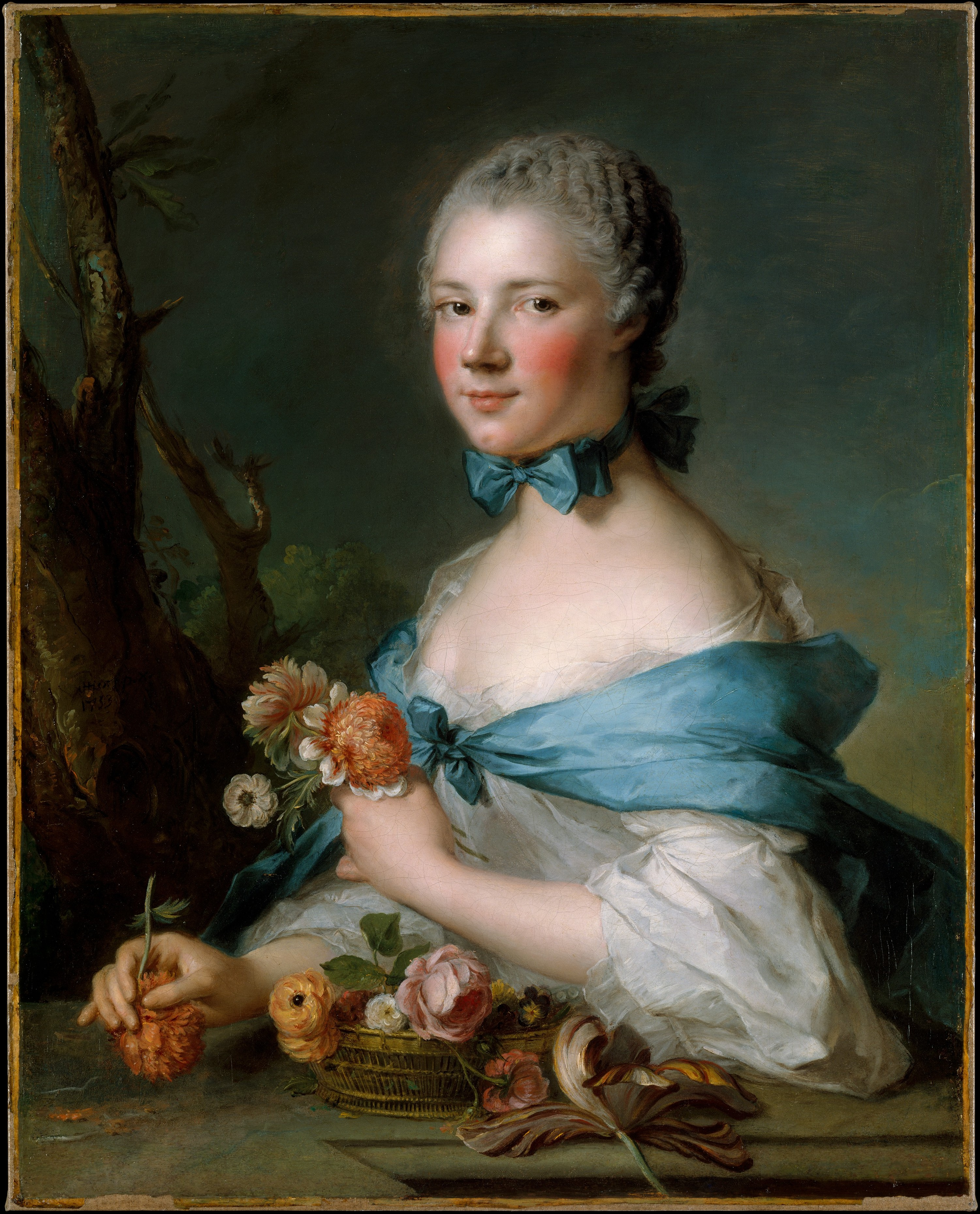
Portrait de la marquise de Cypierre.

Son épouse, Florimonde Parat de Montgeron, est la sœur de Louis Pierre Parat de Chalandray et belle-sœur de Louis Auguste Le Tonnelier de Breteuil et de Pierre Étienne Bourgeois de Boynes. Leur fils, Adrien Philibert Perrin de Cypierre de Chevilly, lui succède à l'intendance d'Orléans en 1787 ; leur fille, Jeanne, épouse l'intendant Étienne-Thomas de Maussion qui sera guillotiné en 1794.